# Lista över fornlämningar i Vansbro kommun
Lista över fornlämningar i Vansbro kommun är en förteckning av ett urval av de fornlämningar som finns i Vansbro kommun.

## Järna
| Namn                   | Lämningstyp  | Tillkomsttid | Historisk indelning | Plats | Läge                 | ID-nr          | Bild                                 |
| ---------------------- | ------------ | ------------ | ------------------- | ----- | -------------------- | -------------- | ------------------------------------ |
| Järna 54:1             | Gravfält     |              | Järna, Dalarna      |       | 60.593085, 14.280417 | 10235800540001 | Ladda upp en bild av detta fornminne |
| Järna 66:1             | Stensättning |              | Järna, Dalarna      |       | 60.560568, 14.334686 | 10235800660001 | Ladda upp en bild av detta fornminne |
| Järna 163:1            | Hög          |              | Järna, Dalarna      |       | 60.498465, 14.290471 | 10235801630001 | Ladda upp en bild av detta fornminne |
| Järna 168:1            | Gravfält     |              | Järna, Dalarna      |       | 60.640762, 14.139986 | 10235801680001 | Ladda upp en bild av detta fornminne |
| Järna 170:1            | Stensättning |              | Järna, Dalarna      |       | 60.642563, 14.138510 | 10235801700001 | Ladda upp en bild av detta fornminne |
| Knutvallen (Järna 232) | Fäbod        |              | Järna, Dalarna      |       | 60.437742, 14.120947 | 12000000121595 | Ladda upp en bild av detta fornminne |

## Nås
| Namn                   | Lämningstyp             | Tillkomsttid | Historisk indelning | Plats | Läge                 | ID-nr          | Bild                                 |
| ---------------------- | ----------------------- | ------------ | ------------------- | ----- | -------------------- | -------------- | ------------------------------------ |
| Nås 68:1               | Stensättning            |              | Nås, Dalarna        |       | 60.405931, 14.517039 | 10236800680001 | Ladda upp en bild av detta fornminne |
| Nås 68:2               | Stensättning            |              | Nås, Dalarna        |       | 60.405802, 14.516859 | 10236800680002 | Ladda upp en bild av detta fornminne |
| Marktorpet (Nås 145:1) | Lägenhetsbebyggelse     |              | Nås, Dalarna        |       | 60.235433, 14.517960 | 10236801450001 | Ladda upp en bild av detta fornminne |
| Nås 189                | Husgrund, historisk tid |              | Nås, Dalarna        |       | 60.550128, 14.542211 | 12000000123533 | Ladda upp en bild av detta fornminne |

## Äppelbo
| Namn                    | Lämningstyp                      | Tillkomsttid | Historisk indelning | Plats | Läge                 | ID-nr          | Bild                                 |
| ----------------------- | -------------------------------- | ------------ | ------------------- | ----- | -------------------- | -------------- | ------------------------------------ |
| Äppelbo 101:1           | Gravfält                         |              | Äppelbo, Dalarna    |       | 60.519684, 13.963271 | 10239301010001 | Ladda upp en bild av detta fornminne |
| Risberget (Äppelbo 119) | Fäbod                            |              | Äppelbo, Dalarna    |       | 60.554339, 14.008653 | 12000000061745 | Ladda upp en bild av detta fornminne |
| Äppelbo 121             | Ristning, medeltid/historisk tid |              | Äppelbo, Dalarna    |       | 60.409640, 13.948160 | 12000000120651 | Ladda upp en bild av detta fornminne |
| Äppelbo 122             | Ristning, medeltid/historisk tid |              | Äppelbo, Dalarna    |       | 60.409516, 13.945082 | 12000000120652 | Ladda upp en bild av detta fornminne |
| Äppelbo 125             | Ristning, medeltid/historisk tid |              | Äppelbo, Dalarna    |       | 60.409429, 13.949769 | 12000000120655 | Ladda upp en bild av detta fornminne |
| Äppelbo 127             | Ristning, medeltid/historisk tid |              | Äppelbo, Dalarna    |       | 60.409484, 13.949839 | 12000000120657 | Ladda upp en bild av detta fornminne |
| Äppelbo 128             | Ristning, medeltid/historisk tid |              | Äppelbo, Dalarna    |       | 60.409783, 13.948097 | 12000000120658 | Ladda upp en bild av detta fornminne |
| Äppelbo 129             | Ristning, medeltid/historisk tid |              | Äppelbo, Dalarna    |       | 60.400044, 13.946929 | 12000000120659 | Ladda upp en bild av detta fornminne |
| Äppelbo 130             | Ristning, medeltid/historisk tid |              | Äppelbo, Dalarna    |       | 60.409648, 13.948087 | 12000000120660 | Ladda upp en bild av detta fornminne |